# リュッケルト歌曲集
『リュッケルト歌曲集』（リュッケルトかきょくしゅう、独: Rückert-Lieder ）は、グスタフ・マーラーが1901年から翌1902年にかけて完成させた連作歌曲集の呼称。より正しくは『フリードリヒ・リュッケルトによる5つの歌曲』（Fünf Lieder nach Rückert）という。ピアノ伴奏版とオーケストラ伴奏版の2種類が存在するが、マーラー自身がオーケストレーションしたのは5曲中4曲のみで、「美しさゆえに愛するのなら」のオーケストレーションはマーラーによるものではない。
初版は1905年。初版では、後に連作歌曲集『少年の魔法の角笛』に挿入された「少年鼓手」（Der Tamboursg'sell ）と「死んだ少年鼓手」（Revelge ）の2曲を含み、『7つの最後の歌』（Sieben Lieder aus letzter Zeit ）と呼ばれていたが、実際には「最後の歌」でもなく現在の演奏会では完全に切り離して「リュッケルト歌曲集」だけ演奏されることの方が圧倒的に多い。

## 楽曲
全5曲約20分。以下の楽曲から構成されているが、曲の順序について指定はないため、この順番で演奏されるとは限らない。
1. 私の歌を覗き見しないで Blicke mir nicht in die Lieder! （1901年6月14日作曲）
2. 私は仄かな香りを吸い込んだ Ich atmet' einen linden Duft （1901年7月）
3. 私はこの世に捨てられて Ich bin der Welt abhanden gekommen （1901年8月16日）
4. 真夜中に Um Mitternacht （1901年夏）
5. 美しさゆえに愛するのなら Liebst du um Schönheit （1902年8月）

マーラー本人が1905年1月29日にウィーン楽友協会において自らの指揮で管弦楽版の4曲を演奏した際の順番は次の通りであった。
1. 私は仄かな香りを吸い込んだ Ich atmet' einen linden Duft
2. 私の歌を覗き見しないで Blicke mir nicht in die Lieder!
3. 私はこの世に捨てられて Ich bin der Welt abhanden gekommen
4. 真夜中に Um Mitternacht

## 楽器編成
編成は各曲で異なる。ここでは総編成を記す。
フルート2、オーボエ2、クラリネット2、ファゴット3(コントラファゴット1)、ホルン4、トランペット2、トロンボーン3、チューバ、ティンパニ、ハープ、ピアノ、チェレスタ、弦五部